# Insigne de combat général
Ne doit pas être confondu avec Insigne de combat d'infanterie.
L'insigne d'assaut général (en allemand Allgemeine Sturmabzeichen) est un insigne de guerre allemand qui a été attribué aux soldats de la Waffen-SS et de la Wehrmacht durant la Seconde Guerre mondiale.

## Classe

### Argent
La classe argent a été instituée le 1er janvier 1940 par le Generaloberst Walther von Brauchitsch (Oberbefehlshaber des Heeres).
L'insigne est attribué à des soldats de la Waffen-SS et de la Wehrmacht ne faisant pas partie d'une unité d'infanterie, et après avoir obtenu l'un de ces critères :
- Pour avoir pris part à trois ou plus attaques d'infanterie ou motorisée.
- Pour avoir pris part à trois ou plus contre-attaques d'infanterie ou motorisée.

Le 6 juin 1943, une nouvelle variante voit le jour avec inscription du nombre de jours: 25, 50 75 ou 100 jours sur la partie inférieure de l'insigne

## Design
L'insigne est de forme ovale représentant une couronne de feuilles de chêne, avec en son centre un aigle debout sur une croix gammée (svastika), le tout posé sur une baïonnette et une grenade à main croisées ensemble.

Le revers de l'insigne est soit lisse, soit creux et dispose d'une aiguille pour l'accrocher au vêtement.
Cette récompense n'a existé qu'en modèle Argent.
L'insigne se porte sur la poche de poitrine gauche en son centre ou en partie inférieure droite si le récipiendaire a déjà la Croix de fer.
L'insigne fut décerné à environ 460 000 soldats.

## Après-guerre
En 1957, les anciens combattants ont obtenu l'autorisation de reporter cet insigne, un nouveau modèle fut créé avec le même design à l'exception de la svastika qui fut enlevée.

## Voir également
- Insigne de combat d'infanterie

## Crédit
- (en) Cet article est partiellement ou en totalité issu de l’article de Wikipédia en anglais intitulé « General Assault Badge » (voir la liste des auteurs).